# کریستال لیک، شهرستان پولک، فلوریدا
کریستال لیک (به انگلیسی: Crystal Lake) یک منطقهٔ مسکونی در ایالات متحده آمریکا است که در شهرستان پولک، فلوریدا واقع شده‌است. کریستال لیک ۷٫۳ کیلومتر مربع مساحت و ۵٬۵۱۴ نفر جمعیت دارد.